# Пітер Кенно
Пітер Кенно  (англ. Peter Kennaugh, 15 червня 1989) — британський велогонщик, олімпійський чемпіон.

## Виступи на Олімпіадах
| Олімпіада   | Дисципліна                                 | Місце |
| ----------- | ------------------------------------------ | ----- |
| Лондон 2012 | Командна гонка переслідування, 4000 метрів | 1     |